# イッサ・ディオプ
イッサ・ディオプ（Issa Diop, 1997年1月9日 - ）は、フランス・トゥールーズ出身のサッカー選手。フラムFC所属。元フランス代表。ポジションはDF。

## 来歴

### クラブ
2006年からトゥールーズFCのユースチームに所属し、2015年にトップチーム昇格した。11月28日、OGCニース戦でプロデビューを果たした。
2018年6月、ウェストハム・ユナイテッドFCに移籍することが発表された。移籍金はクラブ史上最高額であり、5年契約を結んだ。加入直後から他のクラブから注目を浴び、パリ・サンジェルマンFCやマンチェスター・ユナイテッドFCが興味を示していた。同シーズンはファビアン・バルブエナとのコンビが型にはまりリーグ戦33試合に出場した。
2022年8月10日、フラムFCと5年契約を結んだ。
6月19日、イッサ・ディオプさんは離婚手続きに関連して妻に脅迫的なメッセージを送った容疑でフランスの警察に逮捕された。地元紙ラ・デペシュは月曜朝、同氏がトゥールーズの中央警察署に拘留されていると報じた。フラムのディフェンダー、イッサ・ディオプ（26歳）が日曜日の夜、トゥールーズのプルマン・ホテルで逮捕された。
告訴状は先週から提出されていたが、警察はディオプ氏が自宅のあるロンドンからトゥールーズに飛行機で到着するまで待ってから逮捕する必要があった。伝えられるところによると、ディオプさんは結婚生活の破綻を受けて両者間の緊張が高まる中、「彼女を永久に処分したい」との考えをほのめかしたという。しかし、英国メディア『サッカー・ブリーフ』によると、月曜午後、トゥールーズ検察の報道官は「容疑者は釈放された。答えるケースはありません。イッサ・ディオプさんはフランス警察により起訴されずに釈放された 。

### 代表
フランス代表として各世代の代表を経験し、2016年にUEFA U-19欧州選手権に出場し優勝に貢献した。

## タイトル

### 代表
- UEFA U-19欧州選手権 : 2016